# Ismail Haniyeh

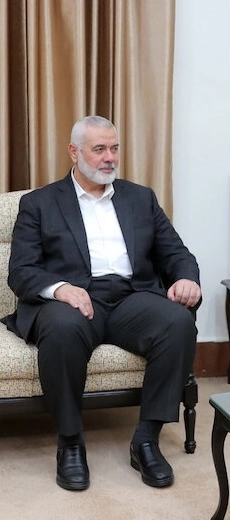
Ismail Haniyeh

Ismail Haniyeh (tiếng Ả Rập: إسماعيل هنية; (k. 1962 hoặc 1963 – 31 tháng 7 năm 2024) là cựu Thủ tướng Palestine, đồng thời là một trong những thủ lĩnh của Phong trào Kháng chiến Hồi giáo (được biết rộng rãi với tên gọi Hamas). Ông bị giết ở Iran vào ngày 31 tháng 7 năm 2024.
Ismail Haniyeh sinh ra tại vùng đất của Palestine bị Israel chiếm đóng. Gia đình ông phải chuyển vào trại tị nạn Al-Shat ở dải Gaza. Năm 21 tuổi, ông vào học tại trường Đại học Hồi giáo, và gia nhập Khối sinh viên Hồi giáo (tổ chức tiền thân của Hamas).
Năm 1987, sau khi tốt nghiệp đại học, ông bị chính quyền Israel bắt giam 2 lần vì tham gia phong trào Intifada chống lại sự chiếm đóng của Israel. Năm 1988, ông lại phải ngồi tù 6 tháng rồi năm sau (1989) tiếp tục nhận án tù 3 năm. Năm 1992, Israel trả tự do rồi trục xuất ông sang miền Nam Liban.
Ismail Haniyeh trở lại Gaza tháng 12 năm 1993 với cương vị Hiệu trưởng trường Đại học Hồi giáo. Năm 1998, ông trở thành trợ lý của Sheikh Ahmed Ismail Yassin (lãnh tụ tinh thần của nhóm Hamas). Sau khi Sheikh Ahmed Ismail Yassin bị Israel ám sát năm 2003, Ismail Haniyeh trở thành nhà lãnh đạo tối cao của Hamas tại dải Gaza.
Cuộc bầu cử lập pháp Palestine diễn ra ngày 25 tháng 1 năm 2006. Hamas giành chiến thắng và Ismail Haniyeh được chỉ định làm Thủ tướng ngày 16 tháng 2 năm 2006 và tuyên thệ nhậm chức ngày 29 tháng 3 năm 2006. Tuy nhiên, khi một chính phủ dưới sự lãnh đạo của Hamas được thành lập, Israel, Hoa Kỳ, Canada, và Liên minh châu Âu ngừng mọi khoản viện trợ cho Chính quyền Palestine, sau khi Hamas từ chối công nhận quyền tồn tại của Israel, từ chối từ bỏ bạo lực, và đồng ý với những thoả thuận trong quá khứ. Những nước này coi Hamas như một tổ chức khủng bố.
Tháng 12 năm 2006, Ismail Haniyeh, Thủ tướng Chính quyền Palestine tuyên bố rằng PA sẽ không bao giờ công nhận Israel: "Chúng tôi không bao giờ công nhận chính quyền chiếm đoạt Do Thái và sẽ tiếp tục phong trào kiểu jihad của chúng tôi cho tới khi giải phóng được Jerusalem."
Trong một nỗ lực nhằm giải quyết thế bế tắc tài chính và ngoại giao, chính phủ Hamas cùng với Chủ tịch Fatah Mahmoud Abbas đã đồng ý thành lập một chính phủ thống nhất. Haniyeh từ chức ngày 15 tháng 2 năm 2007 như một phần của thoả thuận. Chính phủ thống nhất cuối cùng được hình thành ngày 18 tháng 3 năm 2007 dưới sự lãnh đạo của Thủ tướng Ismail Haniyeh và gồm các thành viên từ Hamas, Fatah và các Đảng cùng các chính trị gia độc lập khác.
Sau khi Hamas chiếm Gaza ngày 14 tháng 6 năm 2007, Chủ tịch Chính quyền Palestine Abbas giải tán chính phủ vào ngày 15 tháng 6 năm 2007.

## Qua đời
Vào ngày 31 tháng 7 năm 2024, truyền thông nhà nước Iran đưa tin Haniyeh đã bị ám sát ở Tehran, nơi ông đang tham dự lễ nhậm chức của tổng thống đắc cử Masoud Pezeshkian. Hamas nói rằng ông bị giết bởi một cuộc không kích "Zionist" vào nơi ở của ông cùng với một trong những vệ sĩ của ông.
Tang lễ của Haniyeh được tổ chức tại Tehran vào ngày 1 tháng 8, với Lãnh tụ tối cao Iran Ali Khamenei chủ trì lễ cầu nguyện. Thi thể của Haniyeh sau đó được đưa đến Qatar và chôn cất tại Lusail vào ngày hôm sau.